# Festín de cuervos
Festín de cuervos (A Feast for Crows, en inglés) es el cuarto libro de la saga de literatura fantástica Canción de hielo y fuego escrito por George R. R. Martin. La obra se publicó en octubre de 2005; por su parte, la versión en español se puso a la venta el 21 de diciembre de 2007, editada por la editorial Gigamesh.
Debido a la complejidad y extensión que estaba alcanzando, los editores decidieron separarla en dos tomos, publicados simultáneamente, pero George R. R. Martin prefirió publicar sólo una parte de lo que inicialmente tenía previsto, siguiendo únicamente los acontecimientos de parte de los personajes principales, y ampliando los detalles de la trama con nuevos capítulos. La segunda parte, simultánea en el tiempo de narración, y que incluye el resto de personajes es Danza de dragones, que también ha sido publicada en castellano por Gigamesh.

## Argumento
Festín de cuervos empieza donde terminó Tormenta de espadas y los hechos que en ella ocurren son simultáneos a los de la siguiente novela, Danza de dragones. La Guerra de los Cinco Reyes empieza a decaer. Robb Stark, Joffrey Baratheon, Renly Baratheon y Balon Greyjoy están muertos y el rey Stannis Baratheon se encuentra en el Muro ayudando la Guardia de la Noche y su lord Comandante, Jon Nieve. El hermano de Joffrey, Tommen Baratheon, con tan solo ocho años es ahora el rey de Poniente y gobierna desde Desembarco del Rey bajo la atenta mirada de su madre, la reina regente, Cersei Lannister. Tywin Lannister también está muerto, asesinado por su propio hijo, Tyrion, antes de huir de la ciudad. Sansa Stark se encuentra escondida en el Valle, protegida por Petyr Baelish quien, después de asesinar a su esposa Lysa Arryn, se autoproclama lord Protector del Valle y guardián de su hijastro lord Robert Arryn, ahora Señor del Valle.

### En las Islas del Hierro
La sorpresiva muerte del rey Balon Greyjoy acompañada del inesperado retorno de su hermano Euron "Ojo de Cuervo" crea disputas sobre la sucesión del Trono de Piedramar, por lo tanto Aeron Pelomojado convoca a una asamblea de sucesión para elegir un nuevo rey en las Islas. Tras presentarse y ser rechazados varios candidatos en la asamblea, los partidarios se dividen entre Asha y Victarion Greyjoy, pero finalmente Euron Greyjoy se postula con promesas de conquistar Poniente controlando a los tres dragones existentes, por lo que Euron es elegido Rey de las Islas. Tras esto, los hijos del hierro atacan las costas del Dominio y Euron envía a Victarion con el Cuerno Dragón (un legendario artefacto que supuestamente subyuga a los dragones) a la Bahía de los Esclavos para raptar a Daenerys Targaryen junto a sus tres dragones.

### EnDorne
Tras la muerte de Oberyn Martell en el juicio por combate de Tyrion Lannister, las Serpientes de Arena, hijas bastardas de Oberyn incitan al pueblo a pedir venganza por los asesinatos de Oberyn, Elia y los hijos de Elia a manos de Gregor Clegane, por lo que el príncipe Doran Martell las arresta en una torre. Simultáneamente Arianne Martell, hija mayor de Doran conspira junto a Arys Oakheart, guardia real y guardaespaldas de la princesa Myrcella, y otros para coronar a Myrcella Baratheon, pero fracasa causando la muerte de Arys, el arresto de Arianne y deja a Myrcella gravemente herida. Finalmente, cuando Arianne le recrimina a su gotoso padre por mostrarse débil frente a los Siete Reinos y su intención de dejar a su pusilánime hermano menor Quentyn como heredero de Dorne, a lo que Doran revela que Arianne estaba prometida en secreto con Viserys Targaryen y que Quentyn se encuentra viajando a la Bahía de los Esclavos para prometerse con Daenerys Targaryen, haciéndose pasar por un mercenario.

### En las Tierras de la Corona y las Tierras de los Ríos
Tras la muerte de Tywin Lannister, Cersei se declara regente del rey niño Tommen Baratheon y empieza a ver enemigos por todas partes, aun así acepta la boda entre Tommen y Margaery Tyrell. Influenciada por las profecías de Maggy la Rana ("Te casarás con el rey. [...] Reina serás... hasta que llegue otra más joven y más bella para derribarte y apoderarse de todo lo que te es querido." // "Dieciséis [hijos] para él, tres para ti. De oro serán sus coronas y de oro sus mortajas. Y cuando las lágrimas te ahoguen, el valonqar te rodeará el cuello blanco con las manos y te arrebatará la vida."), una bruja de Lannisport, y sus pesadillas con Tyrion Lannister, se enemista con su tío Kevan Lannister (que pide ser Mano del Rey) y con Jaime Lannister, llenando el consejo privado con gente que considera aliada, creando un desastroso gobierno en la capital.
Mientras tanto, Brienne de Tarth comienza su viaje en búsqueda de Sansa Stark para cumplir la promesa de Jaime Lannister; en el camino se encuentra a Podrick Payne, escudero de Tyrion Lannister durante la batalla contra la infantería de los Bolton y durante la Batalla del Aguasnegras, y se lo lleva consigo. También se cruza con el ejército de Randyll Tarly que marcha a reconquistar las tierras de los ríos y se les une un viejo conocido de Brienne, ser Hyle Hunt. Más tarde siendo guiados por Dick 'el Ágil' se encuentran en unas ruinas con varios exmiembros de la Compañía Audaz que los atacan y dan muerte a Dick. No obstante, confiesan que Sandor Clegane está con Arya Stark en Salinas antes de que los ejecute Brienne para luego dirigirse a este pueblo pesquero.
Cersei buscando alejar a Jaime de Desembarco del Rey lo envía a acompañar el asedio a Aguasdulces, en donde Brynden Tully, el Pez Negro, resiste con los últimos hombres leales a la Casa Stark en el sur; Jaime llega a Aguasdulces pasando antes por Darry, el nuevo castillo del piadoso Lancel Lannister, quien se ha entregado a los Siete tras sobrevivir a una muerte segura. Al llegar se encuentra que el asedio está siendo librado terriblemente, por lo que toma el mando y libera a Edmure Tully con la condición de que rinda Aguasdulces, este cumple con la excepción de que deja escapar a Brynden Tully, enemigo de la corona.
Cersei intenta alejar lo más posible a los Tyrell y sus aliados; manda a construir una flota para la Corona para no depender de la armada Tyrell, lo que la endeuda con la Fe de los Siete y el Banco de Hierro de Braavos, por lo que el Banco de Hierro no realiza más préstamos en Poniente y Cersei revive la Fe Militante. Cuando llega la noticia del ataque a las Islas Escudo, las flotas Tyrell y Redwyne se encuentran asediando Rocadragón y Bastión de Tormentas, por lo que Loras Tyrell toma Rocadragón y la flota Redwyne parte a defender el Rejo.
En Isla Tranquila, Brienne de Tarth recibe la noticia de la muerte de Sandor Clegane, por lo que cambia su rumbo a la Posada de la Encrucijada, donde recibe un ataque de los antiguos miembros de los Titiriteros Sangrientos. Al quedar inconsciente luego de luchar contra ellos y ser gravemente herida, es capturada por la Hermandad sin Estandartes, la cual ahora es liderada por Lady Corazón de Piedra que es en realidad Lady Catelyn revivida. Lady Corazón de Piedra considera que Brienne cometió traición, por lo que le da a escoger entre morir o matar a Jaime Lannister.
Cersei trata de acusar de traición a la reina a Margaery Tyrell y sus primas pero por confesión de Osney Kettleback, Cersei también es acusada y es encerrada, envía una carta a Jaime en Aguasdulces pero este la ignora. Queda en espera del juicio de la Fe.

### En Braavos y el Mar Angosto
Samwell Tarly es enviado junto a Aemon y Elí a Antigua para que Samwell se convierta en maestre y Aemon y el hijo de Dalla estén a salvo de Melisandre. Llevados por Dareon a Braavos se quedan ahí un tiempo. Aemon envía a Samwell a investigar sobre las historias de los marineros sobre dragones, pero en el camino Samwell encuentra a Dareon que le dice que decide abandonar la Guardia y quedarse en Braavos, por lo que Samwell pelea con el y termina siendo tirado a un estanque, del que es salvado por Xhondo quién los ofrece llevar en la Viento Canela y les habla sobre los dragones, por lo que Aemon cree que hay que avisar a los maestres acerca de Daenerys Targaryen.
Arya comienza su entrenamiento como sirvienta en la Casa de Blanco y Negro junto al hombre bondadoso y la niña abandonada, el hombre bondadoso decide que primero debe aprender braavosí, así que se hace pasar por Gata, una huérfana de Desembarco del Rey que vende almejas cerca de una zona de burdeles, allí se encuentra Samwell Tarly y a Dareon, aunque estos no la reconocen a ella, Arya mata a Dareon por desertar de la Guardia de la Noche. Al contar esto en la Casa de Blanco y Negro, el hombre bondadoso le prepara algo con la niña abandonada y cuando se despierta está ciega.
Samwell y Elí finalmente llegan a Antigua, Aemon murió en el viaje. Allí Elí parte hacia Colina Cuerno, el hogar de Samwell y Samwell se encuentra con Alleras el Esfinge que lo lleva al archimaestre Marwyn quien lo advierte de los peligros de la Ciudadela y viaja adonde Daenerys Targaryen.

### En el Valle de Arryn
Sansa continúa desempeñando su papel como Alayne Piedra, hija bastarda de Petyr Baelish, quien a su vez se declara como Lord Protector del Valle y actúa como regente del enfermizo Lord Robert, esto causa problemas con algunos señores importantes del Valle liderados por Yhon Royce llamados Señores Recusadores, quienes consideran a Petyr como un intruso en el Nido de Águilas que no tiene nada que ver con Lord Robert. Tras esto Petyr los invita al Nido de Águilas y consigue que le otorguen un plazo de un año para gobernar el Valle, tras esto los Señores Recusadores se marchan. Petyr se marcha del Nido para negociar con algunos señores y Alayne(Sansa) queda prácticamente al mando del Nido de Águilas convirtiéndose en la figura materna para Robert, cuando la corte del Nido de Águilas se desplaza hacia las Puertas de la Luna por causa del invierno, Sansa se encuentra con Petyr Baelish y este le dice que ha estado ganando algunos Señores Recusadores para su causa y negoció con Lady Waynwood la boda entre Sansa y Harrold Harding, el heredero del Valle de Arryn.

## Personajes
Festín de Cuervos está dividida en cuarenta y seis capítulos, narrado desde la perspectiva de trece personajes:
| Nombre            | Localización                           | Resumen |
| ----------------- | -------------------------------------- | --- |
| Pate              | Antigua                                | Protagonista del prólogo de la obra, Pate es un aprendiz de maestre en la Ciudadela de Antigua, el lugar donde los aspirantes son adiestrados para lograr forjar la cadena que les identifique como maestres. Sin demasiadas esperanzas de conseguir convertirse en uno, el principal objetivo de Pate es obtener el dinero suficiente para tomar la virginidad de una prostituta llamada Rosey. |
|                   |                                        | |
| Aeron Greyjoy     | Islas del Hierro                       | Sacerdote del Dios Ahogado y hermano de Balon Greyjoy, Aeron convoca una Asamblea de Sucesión tras la muerte de Lord Balon. A ella asisten su hermano, Victarion Greyjoy; su sobrina, Asha Greyjoy; y su otro hermano, exiliado desde hacía años, Euron Greyjoy. Todos se postulan para el Trono de Piedramar, sin embargo, Aeron hará todo lo posible por lograr que no sea su oscuro hermano Euron el elegido. |
|                   |                                        | |
| Areo Hotah        | Lanza del Sol                          | Capitán de la guardia del príncipe Doran Martell, Areo es testigo de las demandas de venganza por parte de las Serpientes de Arena por la memoria del difunto Oberyn Martell, fallecido en la obra Tormenta de espadas a manos de Ser Gregor Clegane. |
|                   |                                        | |
| Cersei Lannister  | Desembarco del Rey                     | Tras el asesinato de su padre, Tywin Lannister, a manos de Tyrion, Cersei queda como Regente de su hijo, el rey Tommen Baratheon. Decidida a asumir las labores de gobierno, Cersei se rodea de aduladores e incompetentes, a la vez que es consumida por los deseos de venganza y por la paranoia contra su hermano menor. Asimismo, desata una lucha de poder en contra de los Tyrell; dispuesta a hundir su influencia ante el joven e influyente niño-rey, trama toda una conjura contra los Tyrell, en particular contra la reina Margaery Tyrell, sin embargo, estos mismos planes se volverán en contra suya debido a la irrupción de la Fe Militante y de su nuevo y fanático líder, el Gorrión Supremo. |
|                   |                                        | |
| Brienne de Tarth  | Tierras de los Ríos                    | Brienne de Tarth, una mujer noble aspirante a convertirse en caballero, está decidida a cumplir la promesa que le hizo a la difunta Catelyn Tully y recuperar a sus hijas. Desconociendo el paradero de Arya Stark, se pone en busca de Sansa Stark, de la que nada se sabe después de la boda donde falleció el rey Joffrey Baratheon. Acompañada por el joven y apocado Podrick Payne, durante su búsqueda, Brienne tendrá que acometer los peligros de la guerra que acechan en las ciudades, aldeas y caminos. |
|                   |                                        | |
| Samwell Tarly     | Viento Canela                          | Tras detener a los salvajes de Mance Rayder, el nuevo Lord Comandante Jon Nieve decide enviar a su amigo Sam a Antigua para convertirse en maestre; junto a él viaja el anciano maestre Aemon, el cual fallece durante el trayecto, y a la joven Elí, de la cual Sam está enamorado. |
|                   |                                        | |
| Arya Stark        | Braavos                                | Arya llega a la ciudad de Braavos dispuesta a encontrar la Casa del Negro y del Blanco, con el objetivo de convertirse en una Mujer sin Rostro. Una vez allí, Arya descubrirá que tendrá que dejar atrás todo aquello que pertenecía a «Arya Stark». Irónicamente, Arya tendrá que adoptar multitud de identidades para descubrir que en realidad no debe poseer ninguna. |
|                   |                                        | |
| Jaime Lannister   | Desembarco del Rey Tierras de los Ríos | Tras la muerte de su padre, su hermana Cersei asume el poder en Desembarco del Rey, mientras Jaime observa la verdadera naturaleza de su hermana melliza. Cersei decide enviar a Jaime a dirigir el asedio sobre Aguasdulces, toda vez que los Frey se han demostrado incompetentes para tomar la fortaleza de los Tully. Por el camino, Jaime se reencuentra con su primo Lancel, descubriendo que aquello que le había contado Tyrion sobre Cersei, antes de que este escapara de la capital, posiblemente sea verdad. |
|                   |                                        | |
| Sansa Stark       | Nido de Águilas                        | Sansa permanece en el Nido de Águilas bajo la identidad de «Alayne Piedra», haciéndose pasar por una hija bastarda de Petyr Baelish, el cual ha sido nombrado tutor del pequeño Robert Arryn. Sansa se convierte en la cuidadora del enfermizo y caprichoso joven señor del Valle, a la vez que es testigo de las maniobras políticas de Meñique con los señores del Valle. |
|                   |                                        | |
| Asha Greyjoy      | Islas del Hierro                       | La hija, y, aparente heredera de Balon Greyjoy, acude a las Islas del Hierro tras enterarse de la muerte de su padre. Al oír que su tío Aeron ha convocado una Asamblea de Sucesión para decidir al nuevo Rey de las Islas del Hierro, Asha decide postularse. Sin embargo, se encontrará con la oposición de sus tíos Victarion y Euron Greyjoy, quienes también se postulan para el trono. |
|                   |                                        | |
| Arys Oakheart     | Dorne                                  | Caballero de la Guardia Real, Ser Arys se encuentra Dorne ejerciendo como guardaespaldas de la princesa Myrcella Baratheon, la cual está prometida con un príncipe Martell. Ser Arys es seducido por Arianne Martell, la cual ha trazado un plan para provocar la guerra entre Dorne y el Trono de Hierro, y para ello necesita de la complicidad del caballero. |
|                   |                                        | |
| Victarion Greyjoy | Islas del Hierro                       | Capitán de la Flota de Hierro y hermano de Balon Greyjoy, Victarion se encuentra en Foso Cailin cuando recibe la noticia de que su hermano y señor de las Islas del Hierro ha muerto. Victarion regresa para postularse como Rey de las Islas del Hierro, rechazando la oferta de su sobrina Asha de gobernar conjuntamente. Sin embargo, tendrá que lidiar también con la aspiración de su odiado hermano Euron, el cual también ha regresado. |
|                   |                                        | |
| Arianne Martell   | Dorne                                  | Hija del príncipe Doran Martell, Arianne es una hija decepcionada con su padre, al creerle débil e indolente, temerosa además de que decida entregarle a su hermano Quentyn el señorío de Dorne. Dispuesta a asumir el mando de las acciones contra el Trono de Hierro, Arianne trama toda una conjura con una serie de colaboradores con el objetivo de provocar la guerra entre Dorne y el Trono de Hierro, aupando a la princesa Myrcella al trono. Pese a todo, no contará con las intenciones de su padre, descubriendo que este se encuentra muy adelantado a ella. |

## Premios y nominaciones
Al igual que su predecesora, Tormenta de espadas, estuvo nominada para el prestigioso premio Hugo en 2006 aunque finalmente recayó en Spin de Robert Charles Wilson. También fue la primera novela de la saga que apareció en la lista de 'bestsellers' que publica el New York Times, todo un logro para una novela de fantasía que solo han logrado los escritores David Eddings, Robert Jordan y Neil Gaiman.[cita requerida]
Festín de cuervos alcanzó el puesto número 8 de la lista de Best Sellers del New York Times durante la semana del 10 de julio de 2011.